# Montigny-sur-Vence
Montigny-sur-Vence är en kommun i departementet Ardennes i regionen Grand Est (tidigare regionen Champagne-Ardenne) i nordöstra Frankrike. Kommunen ligger  i kantonen Omont som ligger i arrondissementet Charleville-Mézières. År 2022 hade Montigny-sur-Vence 220 invånare.

## Befolkningsutveckling
Antalet invånare i kommunen Montigny-sur-Vence
Referens: INSEE